# Rae Dawn Chong
Rae Dawn Chong (ur. 28 lutego 1961 w Edmonton) – kanadyjska aktorka. Występuje głównie w filmach akcji i dramatach.

## Życiorys
Urodziła się w Edmonton, w prowincji Alberta, w Zachodniej Kanadzie, jako córka Maxine Sneed i Tommy’ego Chonga, amerykańskiego kontrowersyjnego aktora i reżysera. Jej ojciec był pochodzenia chińsko-szkocko-irlandzko-francuskiego, a matka murzyńsko-czirokeskiego. Wychowywała się z młodszą siostrą Robbi Lynn Chong (ur. 28 maja 1965), modelką i aktorką. Ze związku ojca miała trzech przyrodnich braci - Marcusa (ur. 8 lipca 1967), Parisa (ur. 8 września 1974) i Gilbrana (ur. 1981) oraz przyrodnią siostrę Precious. 
Wystąpiła w teledysku Micka Jaggera „Just Another Night” (1985). Zdobyła nominację do nagrody Czarna Szpula w kategorii „Najlepsza aktorka kinowa” za rolę Felicii McDonald w filmie Wizyta (The Visit, 2000). 
W 1999 w Maui w restauracji Bubba Gump Shrimp Company poznała dziewiętnastoletniego kelnera, Chrisa Pratta. Obsadziła go w głównej roli Devona w swoim debiucie reżyserskim, krótkometrażowej komedii grozy Cursed Part 3 (2000), która został nakręcona w Los Angeles. 
W latach 1982–1983 była żoną Owena Balisa, z którym ma syna Morgana. 11 lipca 1989 wyszła za mąż za aktora C. Thomasa Howella. Jednak w 1990 doszło do rozwodu. W latach 2011–2014 jej mężem był Nathan Ulrich. 

## Filmografia
- 1980: Top of the Hill jako Rita
- 1981: Walka o ogień jako Ika
- 1984: Choose Me jako Pearl Antoine
- 1985: Komando jako Cindy
- 1985: Kolor purpury jako Squeak
- 1986: Soul Man jako Sarah Walker
- 1987: Running of Out Luck
- 1989: Rude Awakening jako Marlene
- 1990: Denial jako Julie
- 1990: Opowieści z ciemnej strony jako Carola
- 1991: The Borrower jako Diana Pierce
- 1993: Time Runner jako Karen Donaldson
- 1995: Kryjówka diabła (Hideaway) jako Rose Orwetto
- 1995: Wybrany (Crying Freeman) jako detektyw Forge
- 1997: Goodbye America jako Danzig
- 2000: Wizyta (The Visit) jako Felicia McDonald
- 2005: Zagrożenie z kosmosu jako Madison Kelsey
- 2006: Max Havoc: W kręgu ognia jako Caroline
- 2007: Solitaire
- 2007: Jeff wraca do domu jako Carol